# Dendrocolaptes sanctithomae
Dendrocolaptes sanctithomae là một loài chim trong họ Furnariidae.